# Assedio di Groenlo (1595)
L’assedio di Groenlo del 1595, detto anche secondo assedio di Groenlo, fu un assedio combattuto presso la città di Groenlo, all'epoca nei Paesi Bassi spagnoli (attuale Belgio), dal 14 al 24 luglio 1595, nell'ambito della guerra degli ottant'anni. L'assedio da parte degli olandesi perdurò sino all'arrivo delle forze spagnole comandate da Cristóbal de Mondragón con il consequenziale ritiro di quelle guidate da Maurizio d'Orange.

## Antefatto
La città fortificata di Groenlo era di dimensioni ridotte ma relativamente importante a livello militare e si trovava al confine orientale del territorio della repubblica olandese. Groenlo costituiva un collegamento cruciale tra le città olandesi che erano membri della Lega Anseatica come Deventer, Kampen, Zwolle e Zutphen, ed il Sacro Romano Impero. Situata in una regione impervia, Groenlo sviluppò negli anni diverse fortificazioni al punto che nel 1595 le mura che esistevano sin dal medioevo sull'area erano circondate da bastioni ed armate con cannoni di nuova concezione. Nel 1580, dopo che gli spagnoli ebbero preso il controllo delle province della Frisia, di Groninga, di Drenthe e dell'Overijssel, Groenlo, che confinava con la Gheldria, venne conqusitata a sua volta dalle truppe spagnole. Dal 1581 in avanti, le truppe spagnole furono presenti in città.
Nel frattempo, Maurizio d'Orange, all'epoca stadtholder d'Olanda, Zelanda e Utrecht, aveva lanciato un'offensiva contro le forze spagnole, guidate da Alessandro Farnese per riprendere i forti e le città che si trovavano nelle mani degli spagnoli. Maurizio riuscì quindi di prendere Breda, Deventer e Zutphen tra il 1590 ed il 1593. Nel 1594, il principe d'Orange diede inizio ad una campagna per riconquistare le città della regione di Twente, come Enschede, Oldenzaal e Lingen. Per formare una testa di ponte nel Twente, Maurizio pianifico l'assedio di Groenlo malgrado il parere contrario del nipote e consigliere militare del principe, Guglielmo Luigi di Nassau-Dillenburg che pensava che le fortificazioni locali fossero inespugnabili. Guglielmo Luigi consigliò invece l'assedio di Lingen, ma Maurizio vedeva questa mossa come azzardata e pertanto iniziò i preparativi per il suo progetto d'assedio. Il principe d'Orange trovò non poche difficoltà a reperire i fondi necessari per pagare le sue truppe e pertanto la campagna nella regione di Twente non iniziò sino al 1595, proprio con l'assedio di Groenlo.

## L'assedio

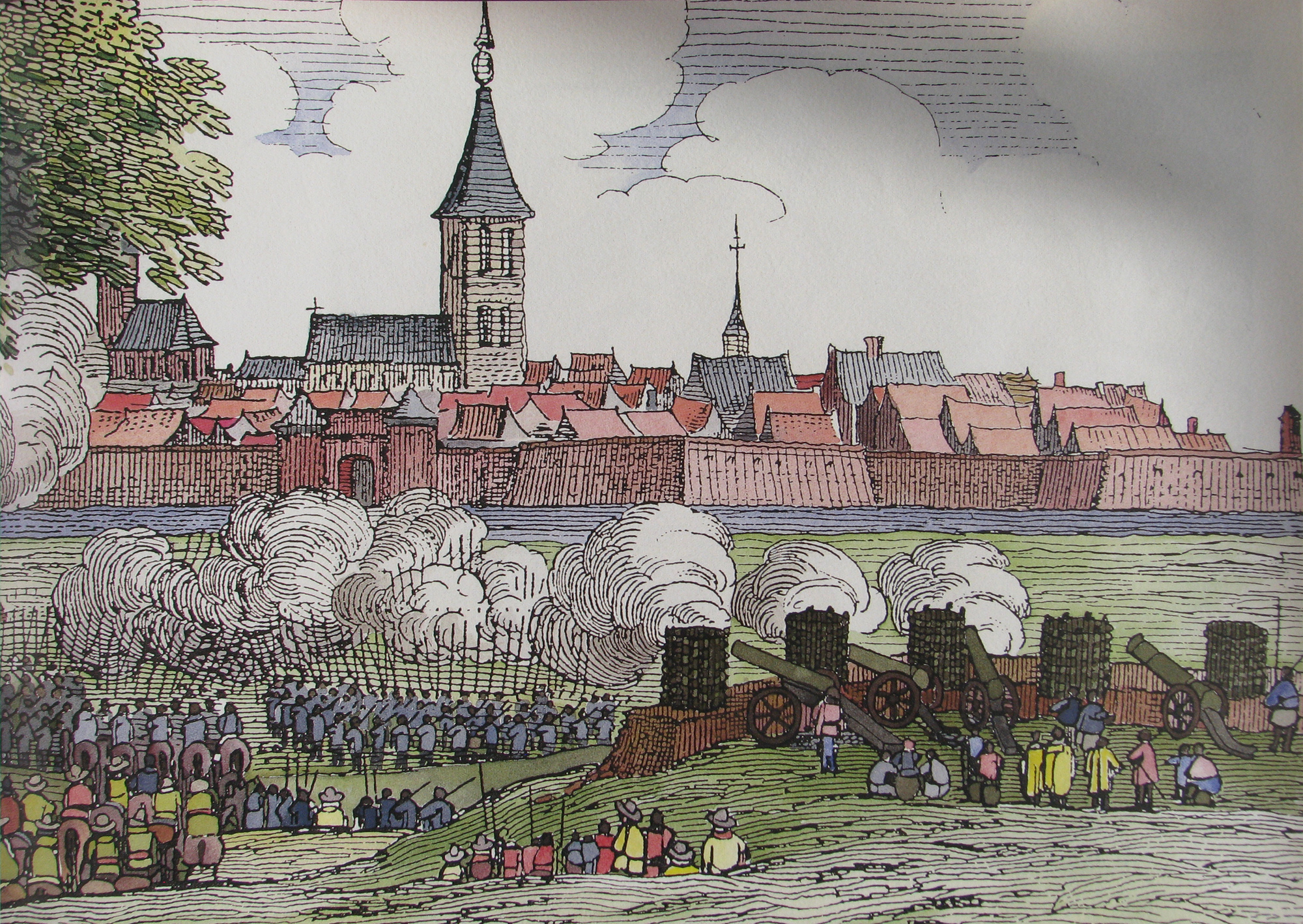
L'assedio di Groenlo in una stampa d'epoca

L'assedio alla città di Groenlo ebbe inizio il 14 luglio, con l'arrivo di Maurizio davanti alle mura della città assieme a 6000 fanti, diverse compagnie di cavalieri e sedici cannoni. L'arrivo a Groenlo venne ritardato dal momento che uno dei cannoni aveva avuto problemi ad una ruota presso il villaggio di Vragender, attuale parte della città di Lichtenvoorde. Quando il governatore spagnolo di Groenlo, Jan van Stirum, notò l'avanzata di Maurizio, diede l'ordine di far tornare le truppe a Groenlo dopo averle fatte stazionare temporaneamente a Goor. Sulla via del ritorno verso Groenlo, gli spagnoli dovettero fronteggiare un'imboscata delle truppe di Maurizio le quali uccisero almeno quaranta soldati spagnoli. Il giorno successivo il principe d'Orange iniziò la costruzione di un campo base ad ovest di Groenlo, e l'escavazione di diverse trincee. Guglielmo Luigi, che assistette Maurizio nell'asseedio, rimase con le sue truppe ad est. La costruzione dei campi e delle trincee venne completata in una settimana, dopo la quale Maurizio inviò un messaggio a Stirum con la richiesta di capitolazione, accompagnata da tre colpi a salve. Jan van Stirum inviò una lettera di risposta nella quale non solo rifiutava di arrendersi, ma dichiarava anche di voler difendere Groenlo per "il Dio e per il re sino all'ultima goccia di sangue". Stirum sparò per primo e contemporaneamente inviò un messaggio ai suoi superiori per richiedere rinforzi.

### L'arrivo di Mondragon
Per rispondere alla richiesta di aiuto di Stirum, l'ottantunenne generale e governatore di Anversa Cristóbal de Mondragón, venne inviato a Groenlo, accompagnato da 7000 fanti e 1300 cavalieri. Sebbene Mondragón avesse ottenuto l'ordine di mantenere Groenlo lontana dalle mire degli olandesi, egli si dedicò direttamente all'esercito di Maurizio d'Orange così da bloccare la sua campagna militare nella regione di Twente. Quando Maurizio seppe dell'arrivo di Mondragón il 21 luglio, accelerò i preparativi per il campo di battaglia e completò le trincee. Inoltre, ordinò di minare e smantellare diversi ponti. Maurizio iniziò a bombardare frettolosamente la città di Groenlo il 24 luglio e ne ordinò l'immediata resa prima dell'arrivo delle truppe a spagnole. Gli assediati, sicui ormai dell'arrivo dei rinforzi, si rifiutarono e fu a quel punto che Guglielmo Luigi e Maurizio si accordarono per la ritirata per evitare di finire accerchiati dal nemico.

## Conseguenze
Maurizio diede l'ordine di bruciare il suo accampamento e guidò le sue truppe verso Borculo e Ulft e poi verso Zelhem. La campagna a Twente terminò quasi sul nascere e Maurizio si dedicò a sedare alcuni gruppi di banditi nell'area. L'artiglieria del suo esercito venne inviata presso la città di Doesburg che si trovava in mano olandese. Maurizio sospese questa campagna militare sino al 1597, quando riprese proprio da un nuovo assedio alla città di Groenlo.